# Berlandiella polyacantha
Berlandiella polyacantha là một loài nhện trong họ Philodromidae.
Loài này thuộc chi Berlandiella. Berlandiella polyacantha được Cândido Firmino de Mello-Leitão miêu tả năm 1929.